# Parang-Pandit
Das Parang-Pandit (auch Pandat) ist ein von Borneo stammendes Schwert. Es wird von den zwei Volksgruppen der Bidayuh und Iban verwendet.

## Geschichte
Das Parang-Pandit wurde von den Stämmen Borneos entwickelt. Es gibt verschiedene Arten von Schwertern auf Borneo, die den "Vornamen" Parang tragen (malay. Schwert). Das Parang-Pandit ist ein reines Kriegsschwert, das in Friedenszeiten nicht benutzt wird und auch nicht als Werkzeug dient. Er wird im Kampf zweihändig benutzt.

## Beschreibung
Das Parang-Pandit hat eine einschneidige, sich nach vorn zum Ort (Spitze) hin verbreiternde Klinge. Die Klinge verändert sich auf der kompletten Länge der Klinge. Sie ist nahe dem Heft (Griff) fast quadratisch und wird dann etwas breiter. Nach einigen Zentimetern wird die Klinge dünner. Ab dieser Stelle biegt die Klinge in einem Winkel von etwa 25° ab (siehe Zeichnung). Zwischen Griff und der Stelle, an der die Klinge abbiegt, hat es eine Fehlschärfe. Die Klinge ist etwa 50 cm lang. Die Gesamtlänge beträgt etwa 70 cm. Der Ort ist meist gerade (abgeschnitten) oder besitzt eine wellenförmige Kante. Der Heft (Griff) hat eine gerade Parierstange (Selak), die einfach in die Angel eingeschraubt wird. Das Heft hat einen  metallenen Knauf, dessen Abschluss eine aufgeschraubte Spitze ist. Diese Spitze ist bei manchen variationen mit Horn oder Messing abgedeckt. Er kann mit zusätzlich mit Messing- oder Zinnblech dekoriert sein. Auf der Rückseite ist oft ein Haarbusch zur Verzierung angebracht. Der Griff besteht meist aus Holz. Die Scheiden sind meist aus Holz und mit traditionellen Mustern verziert. Sie können mit Federn oder Haarbüscheln verziert sein oder einfach rot bemalt sein. Es gibt verschiedene Klingenformen, die wie folgt beschrieben werden:
- a.) der Klingenrücken ist länger als die Schneide. Die Klingenbiegung wird erreicht, indem eine Kerbe in die gerade Klinge geschlagen wird, und diese dann in den richtigen Winkel abgebogen wird. Dadurch erhält die Klinge eine V-Form. Die längere Seite der V-förmigen Klinge kann etwas gebogen sein, die kürzere Seite kann abgerundet sein. Diese Klingenform ist charakteristisch für die Sidin Land-Dayak.

- b.) der Klingenrücken ist kürzer als die Schneide. Die V-förmige Einbuchtung liegt näher an dem Rücken als an der Schneide.

- c.) an den Enden der inneren Biegung (Rücken) sind kurze, hakenförmige Austreibungen oder Vorsprünge angebracht. In diese wurden Messingnägel (Lantak Paku) eingetrieben, für die in der Klinge nahe dem Ort vorgefertigte Löcher vorhanden waren. Diese Klingenform ist charakteristisch für die Bannah Land-Dayak.

- d.) Der Klingenrücken hat dieselbe Länge wie die Schneide[1].